# Musée de Liangjiahe
Le musée de Liangjiahe présente la période de sept ans pendant laquelle Xi Jinping vécu dans le village de Liangjiahe dans le Xian de Yonghe pendant la Révolution culturelle lors du mouvement d'envoi des zhiqing à la campagne.

## Historique
Pendant la Révolution culturelle, Xi Jinping fait partie du mouvement d'envoi des zhiqing à la campagne. Ainsi Xi Jinping vit pendant plusieurs années dans le village de Liangjiahe, dans la province de Shaanxi. Le village de Liangjiahe, situé à 70 kilomètres de Yan'an un des sanctuaires rouges dédiés à Mao Zedong et à un millier de kilomètres au sud-ouest de la capitale chinoise Pékin, est relié depuis 2016 par une autoroute. Sur place un musée permet aux visiteurs, selon un guide, d'« étudier la pensée du président, c’est pour cette raison qu’ils viennent jusqu’ici »,. Le musée présente des photos et des slogans de Xi Jinping. Les gens apprennent comment Xi Jinping a aidé à construire un barrage, creuser un puits et développer le méthane à usage communautaire.
Le musée a embauché une quarantaine de guides et dispose d’une flotte d’une cinquantaine de véhicules électriques permettant de déplacer les visiteurs depuis le centre d’information situé en bas de la colline. Les médias chinois estiment le nombre de visiteurs a une moyenne de 12 000 à 13 000 par jour en haute saison. L'accès au village de Liangjiahe se monnaye 20 yuans soit environ 2,5 euros.
En février 2015, Xi Jinping est retourné dans l'habitation troglodytique de son exil pendant son adolescence.  Dans sa biographie officielle cette période est mise en avant : « Il est arrivé dans le village comme un adolescent légèrement perdu et en est reparti à vingt-deux ans en homme déterminé à faire quelque chose pour le peuple ». Liangjiahe est devenu un des principaux lieu du « tourisme rouge » , comme c'est aussi le cas pour Shaoshan, le village natal de Mao Zedong.

## À voir